# Kurhannoversches Infanterieregiment No. 2-B
Das zweite Infanterie-Regiment oder Kurhannoversche Infanterieregiment IR 2-B (1728) war ein Verband der Infanterie der kurhannoverschen Armee von etwa 1728 bis 1803.

## Übernahme, Zusammenlegung, Namensgebung
Die Errichtung des Regiments geschah im Jahr 1717 als „Regiment von Langen“ des Hochstifts Osnabrück. Erst 1728 wurde es nach dem Tod des Fürstbischofs Ernst August vom Kurfürstentum Braunschweig-Lüneburg in seine Armee übernommen und 1731 um zwei Kompanien vergrößert.
Die Benennung erfolgt zunächst nach dem jeweiligen Inhaber bis zu dessen Ausscheiden wegen Pensionierung oder Tod. So war es ab 1740 nach Oberst, später Generalmajor Christian Ludwig von Krough bis zu dessen Tod, dann seit 1752 nach Oberst Georg Philipp von Fabrice (pensioniert 1757) und sodann 1757 bis zur Zusammenlegung am 27. November 1774 nach Johann Daniel Victor von Scheele benannt. Im Jahr 1768 wurde es als Bataillon von Prinz Friedrich geführt und 1774 als "Regiment Prinz Friedrich" mit dem Infanterieregiment No. 2-A als erstem Bataillon zu einem kombinierten Regiment zusammengelegt, wonach es zusammen mit dem ehemaligen Regiment No. 2-A von Ernst August von Meding kommandiert wurde. Im Jahre 1783 erhielt das kombinierte Regiment die Nr. 2, beziehungsweise die Namensgebung 2. Infanterieregiment, welche es bis zu seiner Auflösung im Jahre 1803 behielt.

## Feldzüge und Gefechte

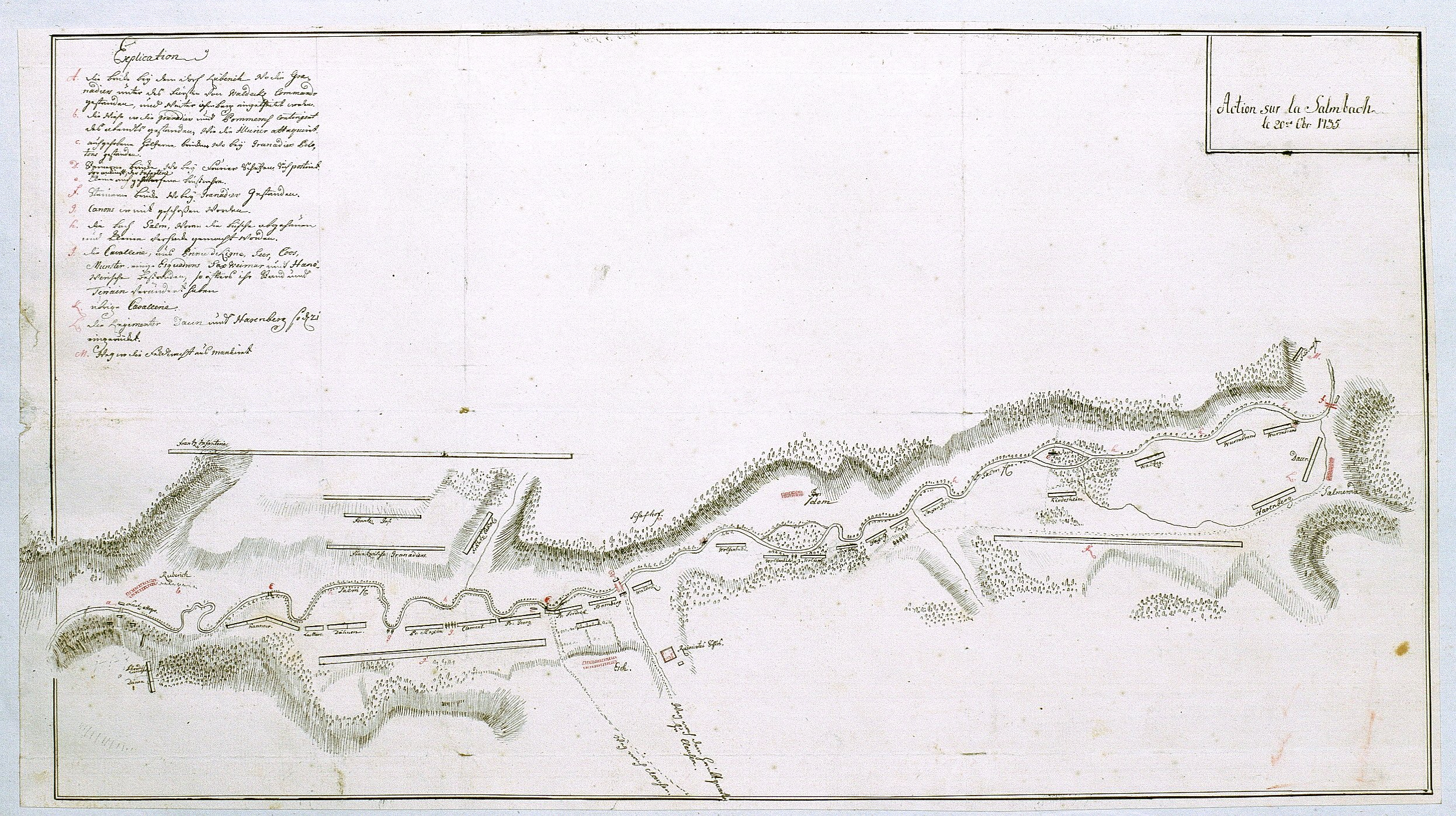
Position der Hannoveraner bei Klausen 1735

### Polnischer Thronfolgekrieg
- 1734–1735 mit kaiserlichen Truppen an der Rhein-Grenze gegen Frankreich, 1735 Gefecht bei Klausen.

### Österreichischer Erbfolgekrieg
- 1743 wurde das Regiment der Reserve im Lager Hanau angegliedert. In den Jahren 1744 und 1745 stand es am Rhein und 1746 kehrte es nach Hannover zurück. 1747 wurde es in die Niederlande geschickt, 1748 nahm es an einem Gefecht in der Nähe von Rosenthal teil, bei dem Kapitän von Grothaus tödlich verwundet wurde.

### Siebenjähriger Krieg
- Im Mai 1756 wurde das Regiment als Teil eines hannoverschen Kontingents von 12 Bataillonen an Bord von 21 britischen Transporten in Stade nach Großbritannien zur dortigen Landesverteidigung verschifft. Am 22. Mai Ankunft in England und Marsch nach Canterbury, ab August in ein neu gegründetes Lager in Coxheath bei Maidstone, wo es bis zur Rückreise Ende Februar 1757 Winterquartier nahm.

- März 1757 Rückkehr zu den Garnisonsplätzen von Cuxhaven aus. Im April marschierte das Regiment nach Hameln und trat dann wieder der Armee bei, die sich in der Nähe von Bielefeld versammelte, um der französischen Invasion in Hannover entgegenzuwirken. Am 26. Juli nahm das Regiment an der Schlacht bei Hastenbeck teil, wo es unter dem Kommando von General Block auf dem rechten Flügel eingesetzt wurde. Es wurde ursprünglich in der Nähe eines Wachturms aufgestellt und erlitt schwere Verluste. Im August verteidigte das Regiment unter dem Kommando von General von Hardenberg den Pass bei Oldersberg und deckte den Rückzug der alliierten Armee. Im Dezember nahm es an der Expedition gegen Celle teil.

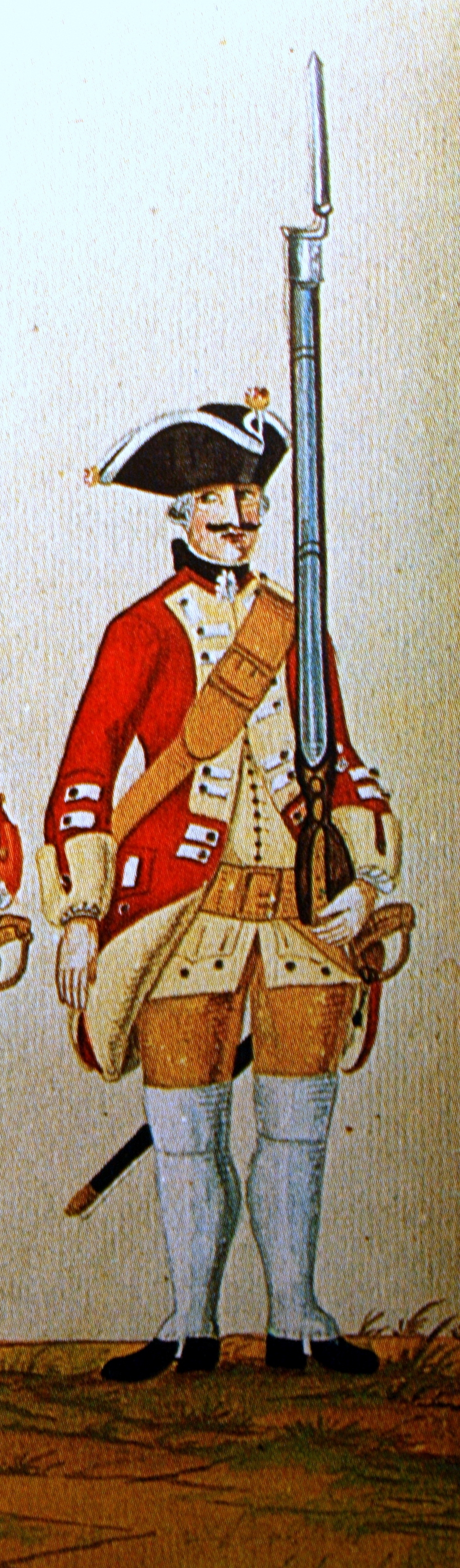
Regiment Scheele

- Im März 1758, während der alliierten Winteroffensive in Westdeutschland, war das Regiment Teil der Armee von Herzog Ferdinand von Braunschweig, die Minden erfolgreich belagerte. Sodann war das Regiment am 26. Mai mit Ferdinands Hauptstreitmacht im Lager von Nottuln. Am 31. Mai begleitete es Ferdinand in seiner Offensive am Westufer des Rheins. Am 12. Juni war das Regiment bei Rheinberg im Einsatz. Am 23. Juni nahm das Regiment an der Schlacht bei Krefeld teil, wo es zunächst im Zentrum der Brigade von Generalleutnant von Oberg (6 Bataillone) eingesetzt wurde. Nach der Schlacht verfolgte das Regiment die Franzosen bis nach Roermond. Es trat dann wieder der Armee bei, die sich an den Rhein zurückzog und lagerte dann in der Nähe von Drensteinfurt. Am 24. Oktober musste sich das Regiment nach Münster zurückziehen. Im November wurde es bei Olfen postiert.

- Am 9. Februar 1759 bezog das Regiment sein Winterquartier im Bistum Osnabrück. Im April nahm es unter dem Kommando des Generals von Hardenberg Kanton in der Nähe von Erwitte. Am 26. Mai wurde es in ein nahe gelegenes Lager verlegt. Im Juni war das Regiment Teil der Hauptarmee unter dem Kommando von Herzog Ferdinand. Am 3. Juni nahm es unter dem Kommando des Erbprinzen von Braunschweig an dem Überraschungsangriff auf einen französischen Außenposten in Elberfeld teil. Am 1. August nahm das Regiment an der Schlacht bei Minden teil, wo es in der ersten Linie der vierten Kolonne unter Generalmajor von Scheele eingesetzt wurde. Das Regiment eroberte zwei Standarden und verfolgte die besiegten Franzosen bis nach Krofdorf. In der Nacht des 15. September vertrieb es zusammen mit drei britischen Reiterschwadronen, unter dem Kommando des Erbprinzen, die in Wetter postierten Chasseurs de Fischer. Das Regiment nahm sodann Quartier in Dorlar.

- Im Januar 1760 marschierte das Regiment zur Entlastung britischer Kantonierungen in Tillerburg. Am 25. Juni nahm es an der Affäre von Neustadt und am 25. Juli am Gefecht bei Wolfhagen teil.

- Im Mai 1761 nahm das Regiment an Aktionen in Linsingen und Fritzlar teil. Am 16. Juli nahm es an der Schlacht bei Vellinghausen teil, wo es der Reserve angegliedert war. Am 31. August griff es als Teil der Garnison von Münster unter General von Kielmannsegg die Franzosen in Schapdetten und Roxel an, musste sich jedoch unter den Schutz der Kanonen von Münster zurückziehen.

- Bis zum 23. Mai 1762 war das Regiment der alliierten Hauptarmee in der Division des Generalleutnants von Gilsa angegliedert. Am 24. Juni nahm das Regiment an der Schlacht bei Wilhelmsthal teil. Am 23. Juli kämpfte es bei Lutterberg und nahm dabei eine Kanone und eine sächsische Grenadier-Kompanie gefangen. Es verlor den Leutnant von Holstein (getötet) und den Oberstleutnant Scharnhorst (schwer verwundet). Im September rückte es zur Belagerung von Marburg ein, und im November nahm es Garnison in Osnabrück.

## Uniform
Musketiere trugen als Kopfbedeckung einen schwarzen Dreispitz mit silbernem Besatzstreifen und einem Zweig Eichenlaub, drei gelb/roten Pompons und einer schwarzen Kokarde. Grenadiere trugen eine Grenadiermütze nach britischem Muster mit kleiner Frontklappe, roter Vorderseite und gelben Verzierungen (gekrönter Schild mit Initialen GR in der Mitte des Hosenbandorden), sowie kleiner weißen Klappe mit springendem Ross mit der Devise nec aspera terrent. Die Rückseite umfasste den roten Mützensack mit paillefarbenem Boden, alles mit weißem Besatz verziert.
Es wurde ein langschößiger roter Rock und paillefarbene Hosen getragen. Die Abzeichenfarbe auf Ärmel- und Schoßaufschlägen war paillefarben (blasses Strohgelb), ebenso wie die Rabatten (mit je 7 Zinnknöpfen und weißen Knopflöchern). Unter den Rabatten 2 Zinnknöpfe und 2 weiße Knopflöcher. Der Uniformrock hatte horizontal angeordnete Taschen mit 2 Zinnknöpfen und 2 weißen Knopflöchern.